# I Am Not a Human Being
I Am Not a Human Being je osmé studiové album amerického rappera Lil Waynea. Digitálně bylo vydáno 27. září 2010, fyzicky poté 12. října 2010 společnostmi Young Money Entertainment, Cash Money Records a Universal Motown. Album bylo vydáno během Wayneova pobytu ve vězení. Ve svém třetím týdnu se vyšplhalo na první příčku žebříčku Billboard 200, což se naposledy povedlo 2Pacovi v roce 1995, kdy během svého uvěznění vydal album Me Against the World.

## O Albu
Původně mělo jít pouze o EP, ale nakonec se plán změnil ve vydání alba. Jde o jeho druhé album vydané v roce 2010.
Na albu spolupracovali producenti Kane Beatz, Cool & Dre, StreetRunner, Boi-1da, Infamous, Develop a další. Hosty byli členové Wayneovi nahrávací společnosti Young Money Entertainment Drake, Nicki Minaj, Gudda Gudda, T-Streets, Lil Twist, Tyga, ale i Jay Sean.
Jediným singlem z alba je úspěšná píseň "Right Above It" (ft. Drake). Umístila se na 6. příčce žebříčku Billboard Hot 100. Také obdržela certifikaci platinový singl.
Dalšími úspěšnými písněmi z alba jsou "Gonorrhea" (ft. Drake) – (17. příčka), "What's Wrong With Them" (ft. Nicki Minaj) – (42. příčka) a "I Am Not a Human Being" – (65. příčka).

## Po vydání
Digitálně se v první týden v USA prodalo 110 000 kusů, čímž album debutovalo na 2. příčce žebříčku Billboard 200. V druhý týden poté 23 000 kusů.
Po vydání fyzického CD v říjnu 2010 se alba prodalo 125 000 kusů, čímž se vyhouplo na první příčku žebříčku Billboard 200 ve svém třetím týdnu.
V listopadu 2010 album získalo certifikaci zlatá deska od společnosti RIAA za prodej 500 000 kusů alba. Dodnes se v USA prodalo okolo 920 000 kusů.

### Další kritiky
- na Metacritic.com – 65/100 [2]

## Seznam skladeb
| #  | Píseň                         | Host(é)                                                      | Producent(i)             | Délka |
| -- | ----------------------------- | ------------------------------------------------------------ | ------------------------ | ----- |
| 1  | "Gonorrhea"                   | Drake                                                        | Kane Beatz               | 4:22  |
| 2  | "Hold Up"                     | T-Streets                                                    | The Olympicks            | 4:11  |
| 3  | "With You"                    | Drake                                                        | StreetRunner             | 3:49  |
| 4  | "I Am Not a Human Being"      |                                                              | Infamous, Drew Correa    | 4:05  |
| 5  | "I'm Single"                  |                                                              | Noah "40" Shebib         | 5:33  |
| 6  | "What's Wrong With Them"      | Nicki Minaj                                                  | Develop                  | 3:31  |
| 7  | "Right Above It"              | Drake                                                        | Kane Beatz               | 4:32  |
| 8  | "Popular"                     | Lil Twist                                                    | Cool & Dre               | 4:40  |
| 9  | "That Ain't Me"               | Jay Sean                                                     | StreetRunner             | 4:03  |
| 10 | "Bill Gates"                  |                                                              | Boi-1da, Matthew Burnett | 4:19  |
| 11 | "YM Banger"                   | Gudda Gudda, Jae Millz & Tyga                                | Mike Banger              | 3:55  |
| 12 | "YM Salute"                   | Lil Twist, Lil Chuckee, Gudda Gudda, Jae Millz & Nicki Minaj | Mr. Pyro                 | 5:14  |
| 13 | "I Don't Like the Look of It" | Gudda Gudda                                                  | Jahlil Beats             | 3:18  |

## Mezinárodní žebříčky
| Země                     | Umístění |
| ------------------------ | -------- |
| Kanada                   | 4        |
| UK Albums Chart          | 56       |
| US Billboard 200         | 1        |
| US Billboard R&B/Hip-Hop | 1        |
| US Billboard Rap         | 1        |